# Коуту, Соланж
Соланж Коуту Душ Сантос (порт. Solange Couto dos Santos, 1 июля 1956; Рио-де-Жанейро, Бразилия) — бразильская актриса театра и кино, телеведущая. Наиболее известная по роли доны Журы в телесериале «Клон».

## Биография
Родилась 1 июля 1956 года в Рио-де-Жанейро.
Начала свою кинематографическую карьеру с 1970-х годов, но известность пришла после роли доны Журы в телесериале «Клон».

## Личная жизнь
Была неоднократно замужем. У актрисы есть трое детей:
- Сын — Марсио Фелипе Коуту (род. 1974)
- Дочь — Морена Мэрайя Коуту (род. 1991)
- Сын — Бенджамин Коуту Андраде (род. 2011)

### Состояние здоровья
- В декабре 2009 года она перенесла ишемию головного мозга[9].
- В 2015 году ей пришлось пройти ангиопластику после перенесённого сердечного приступа[10].

## Творчество

### Фильмография (кино)
| Год  | Название                      | Роль                           | Примечания |
| ---- | ----------------------------- | ------------------------------ | ---------- |
| 1978 | Дама в чулках                 | Самба                          |            |
| 1979 | Флирт                         | Неуса                          |            |
| 1981 | Ночь вакханалий               | Эсмеральда                     |            |
| 2000 | Вилла-Лобос — страстная жизнь | Терезинья, подруга Виллы Лобос |            |
| 2015 | Метанойя                      | Клара                          |            |
| 2022 | Борода, волосы и усы          | Кристина Перейра душ Сантуш    |            |

### Телевидение (телесериалы и передачи)
- 1981 — Иммигранты — Биа Да Силва
- 1982 — Иммигранты: Третье поколение — Тик Перейра
- 1982 — Чемпион — Сьюли
- 1983 — Я вернулся к вам — Гиза
- 1983—1986 — Трападойнс — разные персонажи
- 1984 — Реальный случай — Петролина
- 1984 — Возлюбленный — проститутка
- 1985 — Палатка чудес — Сабина де Янсан
- 1986 — Сеньорита — Аделаида Кутиньо
- 1989 — Японская Кананга — Рита
- 1990 — Рабыня Анастасия — Кекерем
- 1990 — Маэ-де-Санто — Дандара
- 1990 — Арапонга — Сильвия
- 1992 — Боже, помоги нам — Манон
- 1993 — Возродиться — Инасия де Хесус Гальвао
- 1993 — Август — Тереза
- 1994 — Путешествие — Зульмира
- 1996 — Tocaia Grande — Сабина
- 1997 — Глаза земли — Мария
- 1997 — Canoa do Bagre — Дурвалина
- 1998 — Дона Флор и два её мужа — Зульмира
- 1999 — Музыка её души — Роза
- 2001—2002 — Клон / O Clone — Журема «Дона Жура» Кордейру[порт.]
- 2002—2003 — Доброе утро, женщина — ведущая
- 2003 — Кубанакан — мать Перон
- 2004 — Цвет греха — Лита
- 2004 — Начать сначала — Хоана Флорес Пимента
- 2005 — Америка — Далва
- 2007 — Амазония, Гальвез и Шику Мендес — Таня
- 2007 — Sítio do Picapau Amarelo — Кука
- 2008 — Три сестры — Янаина Пас
- 2010 — Поток времени (Рибейран-ду-Темпу) — Санча Бала
- 2012 — Балакобако — Кремильда
- 2013 — Смертный грех — Бетти
- 2013 — Uma Noite de Arrepiar — Жюстина Лил
- 2015—2016 — Воркаут: твоё место в мире — Ванда
- 2015—2016 — Os Suburbanos — Саланж
- 2016 — Танцы со звёздами — участие (9 место)
- 2018 — O Tempo Não Para — Альбина Тиберио (Коронела)
- 2019 — Знаменитый супер-повар — участие (2 место)
- 2020 — Рони — участие
- 2020 — Я свободен — Вера
- 2022 — Зачарованные (Encantado’s) — Росарио (Rosarío)
- 2023 — Бразильская певица в маске — участие (7 место)
- 2023—2024 — Не беги — Донья Мария
- 2024 — В каждой семье есть — Гени Силва
- 2024—2025 — Девушка своего времени — Кармен (Кармэн)

## Награды и номинации
| Год  | Награды                 | Категория                    | Название          | Результат |
| ---- | ----------------------- | ---------------------------- | ----------------- | --------- |
| 2002 | Золотой суперкап-трофей | Лучшая актриса               | Клон              | Победа    |
| 2002 | Лучшее года             | Лучшая актриса второго плана | Клон              | Номинация |
| 2010 | Трофей Черной гонки     | Лучшая актриса               | Рибейран-ду-Темпу | Номинация |
| 2013 | Премия Контиго! ТВ      | Лучшая актриса второго плана | Балакобако        | Номинация |
| 2013 | Лучший бизнес-трофей    | Национальная изюминка        | Балакобако        | Победа    |